# 艾哈迈德·卡夫
艾哈迈德·阿布·巴卡尔·赛义德·卡夫（阿拉伯语：‎，羅馬化：Ahmed Abu Bakar Said Al-Kaf，1983年3月6日—），即艾哈迈德·卡夫（阿拉伯语：‎，羅馬化：Ahmed Al-Kaf），阿曼足球裁判，2012年起担任FIFA国际裁判。
艾哈迈德·卡夫两次担任亚足联冠军联赛决赛主裁判。2016年亞足聯冠軍聯賽決賽第一回合韩国球队全北现代主场与阿联酋球队阿尔艾因的比赛，卡夫作为主裁判执法。2018年亞足聯冠軍聯賽決賽次回合的比赛，卡夫出任主裁判。
卡夫没有执法亚洲杯、世界杯的经历。他曾经执法过世界杯外围赛亚洲区比赛。2018年國際足協世界盃外圍賽亞洲區十二强阶段，卡夫作为主裁判执法了四场比赛，执法场次数并列第一。他执法的比赛包括十二强赛最后一轮中国国家足球队与卡塔尔国家足球队的比赛。卡夫是2018年亞足聯U-23錦標賽决赛主裁判。
2014年11月29日，東南亞足球錦標賽（铃木杯）小组赛新加坡國家足球隊与馬來西亞國家足球隊比赛最后时刻卡夫判给马来西亚队一个有争议的点球，卡夫和助理裁判被主场球迷用水瓶围攻了约十五分钟。